# Kiromba
Kiromba ist ein Verwaltungsbezirk (Ward) des Distrikts Nanyamba Town Council in der tansanischen Region Mtwara. 

## Geografie
Kiromba liegt im Südosten von Tansania. Begrenzt wird der Bezirk im Südosten durch der Fluss Rovuma, der auch die Grenze zu Mosambik bildet. Die Fläche des Bezirks beträgt 120 Quadratkilometer. Bei der Volkszählung 2022 lebten hier 8315 Menschen in 2346 Haushalten.

## Gliederung
Der Bezirk besteht aus sechs Gemeinden (Mtaa) mit 20 Orten (Kitongoji):
| Msufini - Mpakani - Shuleni - Kitongo - Miezini | Kiromba - Ligula - Madukani - Posta - Ikulu | Mji Mwema - Mkomo - Osterbay - Muungano | Nachuma - Mbwawani - Doheme - Mchemchem | Mikumbi - Ukombozi - Kusini - Pangani | Kiromba Chini - Majengo - Kiwanjani - Godauni |

## Wirtschaft und Infrastruktur
- Gesundheit: Im Bezirk liegen zwei staatliche Apotheken.[6][7]
- Bildung: Die Kiromba Secondary School ist eine staatliche Tagesschule, die Jugendliche bis zur 4. Stufe ausbildet.[8]